# Ptochophyle sanguinipuncta
Ptochophyle sanguinipuncta là một loài bướm đêm trong họ Geometridae.